# Список вице-королей Арагона
Вице-король Арагона был представителем монарха Испании в Арагоне. Начиная с 1517 года, после смерти короля Фердинанда II Арагонского, также известного как «Католик», последнего короля Арагона (1479—1516), при котором произошло объединение Кастилии и Арагона. Несмотря на объединение двух пиренейских монархий, эти королевства сохранили определенную политическую и юридическую независимость. Король Испании Карлос I Габсбург (1516—1556), внук Фердинанда Католика, в 1517 году создал должность вице-короля Арагона.
Во время Войны за испанское наследство и реформы династии Бурбонов был принят Декрет Нуэва-Планта, 29 июня 1707 года, который ликвидировал последние остатки самостоятельности королевств Арагон и Валенсии. Должность вице-короля Арагона была ликвидирована, а вместо неё была введена должность капитана Арагона в качестве военного и политического губернатора.

## Вице-короли Арагона
- 1517—1520: Алонсо Арагонский (1470—1520), архиепископ Сарагосы (1478—1520). Незаконнорожденный сын короля Арагона Фердинанда II Католика
- 1520—1535: Хуан де Лануса и Торельяс[исп.], главный юстициарий Арагона
- 1535—1539: Бельтран II де ла Куэва и Толедо, 3-й герцог Альбукерке (1478—1560)
- 1539—1554: Педро Мартинес де Луна, граф де Мората (1492—1570)
- 1554—1564: Диего Уртадо де Мендоса и де ла Серда (ок. 1500—1578), князь де Мелито и герцог Франкавилья
- 1566—1575: Ферран де Арагон и де Гурреа[исп.] (1498—1575), архиепископ Сарагосы. Сын Алонсо де Арагона, первого вице-короля Арагона.
- 1575—1588: Арталь де Алагон и Мартинес де Луна, граф де Састаго (1533—1593)
- 1590—1593: Хайме Химено де Лобера[исп.] (ум. 1594), епископ Теруэльский
- 1599—1602: Бельтран III де ла Куэва и Кастилия, 6-й герцог де Альбукерке (1551—1612)
- 1602—1604: Асканио Колонна[исп.] (1560—1608), кардинал
- 1604—1610: Гастон де Монкада[исп.], маркиз де Айтона (154—1626)
- 1610—1621: Диего Каррильо де Мендоса, маркиз де Хельвес (ок. 1560—1636)
- 1621—1632: Фернандо де Борха-и-Арагон (1583—1665)
- 1632—1635: Херонимо Караффа Караччиоло, маркиз Монтенегро (1564—1633)
- 1635—1638: Педро Фахардо де Суньига и Рекесенс, маркиз-де-Лос-Велес (1602—1647)
- 1639—1641: Франциско Мария Каррафа[исп.], герцог де Ночера (1580—1642)
- 1641: Антонио Энрикес де Поррес[исп.] (ум. 1648), епископ Малаги (первый раз)
- 1641: Энрике Энрикес Пиментель[исп.] (1604—1663) маркиз де Тавара
- 1642—1644: Джанджакомо Теодоро Тривульцио (1597—1656), кардинал
- 1644—1645: Бернардино Фернандеса де Веласко и Товар[исп.], герцог Фриас (1609—1652)
- 1645—1648: Антонио Энрикес де Поррес, епископ Малаги (второй раз)
- 1647—1649: Франциско де Мело (1597—1651), маркиз де Вильянуэва
- 1649—1652: Франсиско Фернандес де Кастро и Андраде, граф де Лемос (1613—1662)
- 1654—1657: Франческо Пиньятелли, герцог Монтелеон
- 1657—1658: Хуан Себриан Педро[исп.] (1585—1662), архиепископ Сарагосы
- 1658—1664: Никколо I Людовизи (1610—1664), князь Пьомбино
- 1664—1667: Франсиско Идьякес и Бутрон (1620—1687), герцог Сьюдад-Реаль
- 1667—1668: Этторе Пиньятелли, герцог Монтелеон (1620—1674)
- 1668: Педро Пабло Хименес де Урреа, граф де Аранда
- 1669—1678: Хуан Хосе Австрийский (1629—1679)
- 1678—1681: Лоренцо Онофрио Колонна (1637—1689)
- 1681—1687: Хайме Франсиско Сармьенто де Сильва (1625—1700), герцог де Ихар
- 1688—1691: Карло Филиппо Антонио Спинелли, князь ди Кариати
- 1692—1693: Бальтасар де лос Кобос Луна Сармьенто де Мендоса и Манрике, маркиз де Камараса (первый раз)
- 1693: Хуан Мануэль Фернандес Пачеко (1650—1725), герцог Эскалона (исполняющий обязанности)
- 1694—1696: Антонио Ибаньес де ла Рива Эррера[исп.] (1633—1710), архиепископ Сарагосы (первый раз)
- 1696—1697: Доменико дель Джудиче, герцог де Инвераццо (исполняющий обязанности)
- 1697—1704: Бальтасар де лос Кобос Луна Сармьенто де Мендоса и Манрике, маркиз де Камараса (второй раз)
- 1704—?: Антонио Ибаньес де ла Рива Эррера[исп.] (1633—1710), архиепископ Сарагосы (второй раз)